# La Oficina de Arte y Ediciones
La Oficina de Arte y Ediciones es una editorial independiente española con sede en Madrid.
Fundada en 2009, vincula dos mundos, verbal y visual, buscando a un tiempo su identidad y su diferencia. Su labor se inscribe en una hermenéutica integral que aúna el texto y la imagen con la vocación de crear libros que perduren como objetos de la cultura. La Oficina transita por el mundo clásico, el moderno y el contemporáneo, dentro de los campos del pensamiento y la filosofía, la literatura y las artes visuales.

## Premios
- La obra El Diván de Oriente y Occidente de Johann Wolfgang von Goethe, incluida en su catálogo y traducida por Helena Cortés Gabaudan, fue Premio Nacional a la Mejor Traducción 2021.[2]